# Bhikkhu Bodhi
Bhikkhu Bodhi (nacido el 10 de diciembre de 1944), es un monje budista Theravada estadounidense ordenado en Sri Lanka. El enseña en el área de Nueva York y Nueva Jersey. Fue nombrado segundo presidente de la Buddhist Publication Society y ha editado y escrito varias publicaciones basadas en la tradición budista Theravada.

## Biografía
Nació en Brooklyn, Nueva York. Creció en Borough Park, donde asistió a la escuela primaria P.S. 160.En 1966, obtuvo una licenciatura en filosofía en Brooklyn College. En 1972, obtuvo el doctorado de filosofía de la Claremont Graduate University.
En 1967, cuando todavía era estudiante de posgrado, Bodhi fue ordenado como sāmaṇera (monje novicio) en la orden Mahayana de Vietnam. En 1972, después de graduarse, viajó a Sri Lanka, donde recibió la ordenación sāmaṇera en la Orden Theravada y, en 1973, recibió la ordenación completa (upasampadā) como bhikkhu o monje Theravāda.
En 1984, siendo el cofundador sucesor a Nyanaponika Thera, Bodhi fue nombrado editor de inglés en la Buddhist Publication Society (BPS, Sri Lanka). Luego el se convirtió en presidente de la misma en 1988. En 2002, se retiró de la dirección editorial sin dejar de ser presidente.
En el 2000, en la primera celebración oficial de Vesak en las Naciones Unidas, fue Bhikkhu Bodhi pronunció el discurso de apertura.
En el 2002, después de retirarse como editor de la BPS, Bodhi regresó a los EE. UU. Después de vivir en el Monasterio Bodhi (Lafayette Township, Nueva Jersey), ahora vive y enseña en el monasterio Chuang Yen (Carmel, Nueva York), y es el presidente de la Asociación Budista de Estados Unidos.
Bhikkhu Bodhi es fundador del Buddhist Global Relief (BGR) que ayuda en las crisis de hambre mundial, colaborando en seguridad alimentaria, educación y preservación cultural en todo el mundo.

## Obras
Todas las obras y publicaciones, en este y los siguientes segmentos solamente están en inglés. 
- Bodhi, Bhikkhu (1989). The Discourse on the Fruit of Recluseship (The Samaññaphala Sutta and Its Commentaries). Buddhist Publication Society. ISBN 978-955-24-0045-2.
- Bodhi, Bhikkhu; Bhikkhu, Ñāṇamoli (1995). The Middle Length Discourses of the Buddha: A Translation of the Majjhima Nikaya. Wisdom Publications. ISBN 978-0-86171-072-0.
- Bodhi, Bhikkhu (1998). Great Discourse on Causation: Mahanidana Sutta and Its Commentaries. Buddhist Publication Society. ISBN 978-955-24-0117-6.
- Bodhi, Bhikkhu; Thera, Nyanaponika (2000). Numerical Discourses of the Buddha: An Anthology of Suttas from the Anguttara Nikaya. Altamira Press. ISBN 978-0-7425-0405-9.
- Bodhi, Bhikkhu (2000). The Connected Discourses of the Buddha: A New Translation of the Samyutta Nikaya. Wisdom Publications. ISBN 978-0-86171-331-8.
- Bodhi, Bhikkhu (2000). The Buddha and His Message: Past, Present & Future (United Nations Vesak Day Lecture). Buddhist Publication Society. ISBN 978-955-24-0346-0.
- Bodhi, Bhikkhu (2000). A Comprehensive Manual of Abhidhamma: The Abhidhammattha Sangaha of Ācariya Anuruddha. Pariyatti. ISBN 978-1-928706-02-1.
- Bodhi, Bhikkhu (2001). The Buddha and His Dhamma. Buddhist Publication Society. ISBN 978-955-24-0201-2.
- Bodhi, Bhikkhu (2005). In the Buddha's Words: An Anthology of Discourses from the Pali Canon. Wisdom Publications. ISBN 978-0-86171-491-9.
- Bodhi, Bhikkhu (2006). The Noble Eightfold Path: Way to the End of Suffering (3rd edición). Pariyatti. ISBN 978-1-928706-07-6.
- Bodhi, Bhikkhu (2007). The Discourse on the All-Embracing Net of Views: The Brahmajala Sutta Commentarial Exegesis (2nd edición). Buddhist Publication Society. ISBN 978-955-24-0052-0.
- Bodhi, Bhikkhu (2009). The Revival of Bhikkhuni Ordination in the Theravada Tradition. Inward Path.  ISBN 978-983-3512-63-8
- Bodhi, Bhikkhu (2012). The Numerical Discourses of the Buddha: A Translation of the Anguttara Nikaya. Wisdom Publications. ISBN 978-1-61429-040-7.
- Bodhi, Bhikkhu (2016). The Buddha's Teachings on Social and Communal Harmony: An Anthology of Discourses from the Pali Canon. Wisdom Publications. ISBN 978-1-61429-355-2.
- Bodhi, Bhikkhu (2016). The Discourse on the Root of Existence: The Mulapariyaya Sutta and its Commentaries (3rd edición). Buddhist Publication Society. ISBN 978-955-24-0064-3.
- Bodhi, Bhikkhu (2017). The Suttanipata: An Ancient Collection of the Buddha's Discourses and Its Canonical Commentaries. Wisdom Publications. ISBN 978-1-61429-429-0.
- Bodhi, Bhikkhu (2017). Investigating the Dhamma: A Collection of Papers. Pariyatti. ISBN 978-1-68172-068-5.
- Bodhi, Bhikkhu (2017). Dhamma Reflections: Collected Essays of Bhikkhu Bodhi. Pariyatti. ISBN 978-1-68172-032-6.
- Bodhi, Bhikkhu (2020). Reading the Buddha's Discourses in Pali: A Practical Guide to the Language of the Ancient Buddhist Canon. Wisdom Publications. ISBN 978-1-61429-700-0.
- Bodhi, Bhikkhu (2023), Noble Truths, Noble Path: The Heart Essence of the Buddha's Original Teachings. Wisdom Publications.

### Publicaciones Wheel (BPS)
- Nourishing the Roots and Other Essays on Buddhist Ethics (WH259/260) (en inglés)
- Transcendental Dependent Arising (WH277/278) (en inglés)
- Going for Refuge; Taking the Precepts (WH282/284) (en inglés)
- Dana: The Practice of Giving (WH367/369) (en inglés)
- Maha Kaccana: Master of Doctrinal Exposition (WH405/406) (en inglés)
- Facing the Future: Four essays on the social relevance of Buddhism (WH438/440) (en inglés)

### Publicaciones Bodhi Leaf (BPS)
- Taste of Freedom (BL71) (en inglés)
- The Living Message of the Dhammapada (BL129) (en inglés)
- Discourses of the Ancient Nuns (BL143) (en inglés)
- The Good, the Beautiful, and the True (BL154) (en inglés)
- Sabor de la libertad (BL71) (en inglés)
- El Mensaje Vivo del Dhammapada (BL129) (en inglés)
- Discursos de las antiguas monjas (BL143) (en inglés)
- Lo bueno, lo bello y lo verdadero (BL154) (en inglés)